# Enecogen
Enecogen is een energieleverancier met een op gas gestookte 950 MW-hoogrendementsenergiecentrale in de Europoort in Rotterdam. Enecogen is een vennootschap onder firma met als eigenaren het Nederlandse Eneco en het Tsjechische Energetický a průmyslový holding (via haar dochterbedrijf EPNL), elk voor 50% eigenaar.

## Historie
In 2005 werden de eerste plannen voor Enecogen gepresenteerd. In de eerste jaren was het plan dat Eneco voor 50% eigenaar was met het Engelse nutsbedrijf International Power. Door het veranderende economische klimaat besloot International Power een koper voor zijn aandeel te zoeken. In 2009 stapte het Deense Ørsted (toen nog met de naam DONG) als partner in het project en werd het EPC-contract (Engels: Engineering, Procurement en Construction) met Siemens gesloten voor de bouw van twee singleshaft eenheden in een turnkey-project. De Enecogen centrale is gebouwd in de Europoort en heeft voldoende capaciteit om 1,4 miljoen huishoudens van elektriciteit te voorzien. De centrale werd 10 november 2011 opgeleverd en op 19 januari 2012 officieel geopend. Oplevering van de centrale kostte 652 miljoen euro.
Al vrij snel na de oplevering werd duidelijk dat de energiecentrale niet rendabel kon functioneren. Dit ontstond met name door een gestegen gasprijs en een lage elektriciteitsprijs. Omdat er in Israël een generator kapot was, kon Enecogen een vergelijkbare generator verkopen en deze is mei 2013 naar Israël verscheept. Een nieuwe generator voor Enecogen is door Siemens geproduceerd, ingebouwd en medio augustus 2014 aan Enecogen overgedragen.
Mede door de aantrekkende economie en de sterk verbeterde gas-stroomprijsverhouding zijn beide eenheden sinds medio 2014 regelmatig in bedrijf.
In juli 2017 sloot Enecogen met TenneT een contract af, waarmee Enecogen een black-startfaciliteit zou worden voor regio Zuid-Nederland. Hiervoor zijn een noodstroomaggregaat en een Centrax-gasturbine (met Siemens SGT-400 core) aangeschaft, die door Siemens aangelegd zijn in de huidige centrale. De Centrax gasturbine levert in een blackout situatie genoeg vermogen zodat 1 van de hoofd eenheden gestart kan worden. Vanuit deze eenheid wordt een (dl)net weer opgebouwd, zodat andere centrales en gebruikers het net verder op kunnen bouwen. Op 4 oktober 2018 is de black-startinstallatie officieel geopend en in gebruik genomen.
In augustus 2018 verkocht Ørsted haar belang in Enecogen aan het Amerikaanse Castleton Commodities International (CCI).
In de zomer van 2022 heeft een van de twee eenheden een aanzienlijke gasturbine upgrade gekregen. Dat maakte dat Enecogen op dat moment de meest efficiënte F-klasse gasturbine heeft. In de zomer van 2023 heeft de andere eenheid ook deze efficiëntie upgrade gekregen.
Op 23 mei 2023 heeft CCI haar aandelenbelang van 50% verkocht aan het Tsjechische EPH middels haar Nederlandse dochtermaatschappij EPNL.
July 2025 is bekend gemaakt dat Enecogen een 200 Mwh batterij gaat bouwen met 50 MW capaciteit van  laden / ontladen. Deze BESS zal medio 2027 commercieel door de beide eigenaren gedeeld commercieel gebruikt gaan worden. 

## Specificatie
Enecogen is opgebouwd uit twee Siemens SCC5-4000F 1 S-eenheden. Deze singleshafteenheden zijn ieder opgebouwd uit een SGT5-4000F-gasturbine, een met waterstofgekoelde generator, afgassenketel (ook wel HRSG, heat recovery steam generator, genoemd, geleverd door NEM) en een SST5-5000-stoomturbine. De stoomturbine kan middels een synchronous self shifting-clutch (SSS-clutch) aan de gasturbine-generatorcombinatie gekoppeld worden. Dit geeft ten opzichte van conventionele gascentrales een flinke efficiencyverhoging.
Beide eenheden hebben in de afgassenketel een installatie waarmee middels SCR de NOx wordt gereduceerd met behulp van ammonia.
De benodigde koeling wordt verzorgd door een pompinstallatie, die daartoe zeewater inneemt uit het aangelegen Beerkanaal.
De centrale is via een 12 km lange ondergrondse 380kV-verbinding met het landelijk net verbonden bij een TenneT-schakelstation op de Maasvlakte. Het totale opgewekte vermogen is met 950 MW genoeg om 1,5 miljoen huishoudens van stroom te voorzien.